# 帕维尔·比留科夫
帕维尔·比留科夫是一位俄罗斯帝國电影和戏剧演员，主要活躍於1909年至1917年間。他曾在莫斯科的维维坚斯基人民之家剧团工作，随后加入汉任科夫贸易公司旗下的电影制片厂，他一共參與拍攝了包括保卫塞瓦斯托波尔在內的大约30部电影。